# Municipio de Mission Hill
El municipio de Mission Hill (en inglés: Mission Hill Township) es un municipio ubicado en el condado de Yankton en el estado estadounidense de Dakota del Sur. En el año 2010 tenía una población de 386 habitantes y una densidad poblacional de 4,26 personas por km².

## Geografía
El municipio de Mission Hill se encuentra ubicado en las coordenadas 42°56′46″N 97°20′10″O / 42.94611, -97.33611. Según la Oficina del Censo de los Estados Unidos, el municipio tiene una superficie total de 90.6 km², de la cual 90,56 km² corresponden a tierra firme y (0,03 %) 0,03 km² es agua.

## Demografía
Según el censo de 2010, había 386 personas residiendo en el municipio de Mission Hill. La densidad de población era de 4,26 hab./km². De los 386 habitantes, el municipio de Mission Hill estaba compuesto por el 99,22 % blancos, el 0,26 % eran de otras razas y el 0,52 % eran de una mezcla de razas. Del total de la población el 2,59 % eran hispanos o latinos de cualquier raza.